# ФК Брегалница Штип
ФК Брегалница је фудбалски клуб из Штипа у Северној Македонији, који се тренутно такмичи у Првој лиги Македоније. Клуб је неколико пута био у прволигашком друштву, а последњи пут у сезони 2006/07.